# Albin Pelak
Albin Pelak (Novi Pazar, 9 april 1981) is een voormalig Bosnisch voetballer.

## Carrière
Albin Pelak speelde tussen 1999 en 2010 voor Sarajevo, Cerezo Osaka, Željezničar Sarajevo, Zvezda Irkoetsk en Olimpik Sarajevo.

## Bosnisch voetbalelftal
Albin Pelak debuteerde in 2002 in het Bosnisch nationaal elftal en speelde 2 interlands.